# Simone Badier
Pour les articles homonymes, voir Badier (homonymie).
Pas d'image ? Cliquez ici
Simone Badier, née Simone Marie Thérèse Levasseur le 5 juin 1936 à Bar-le-Duc et morte le 18 mars 2022 à Chamonix, est une alpiniste française, considérée comme l'une des plus remarquables représentantes de l'alpinisme féminin.

## Biographie
Née en 1936 à Bar-le-Duc, Simonne Marie Thérèse Levasseur devient docteure en physique nucléaire théorique (université d'Orsay, 1966) et professeure à l'université d'Amiens. Elle découvre l'escalade en 1960, d'abord le bloc à Fontainebleau avec son mari, puis les parois avec notamment les falaises du Dijonnais et des Ardennes belges, grâce aux sorties du Club alpin français (CAF), avant d'effectuer ses premières ascensions dans les Alpes en 1964. 
Elle accomplit sa première grande course à l'arête sud de l'aiguille Noire de Peuterey avec son ami Daniel, rencontré au CAF. 
Grande habituée de Chamonix pendant ses vacances, elle réalise de nombreuses courses dans le massif du Mont-Blanc, mais également dans les Dolomites, le Vercors et la Chartreuse. Malgré sa prédilection pour les Alpes, elle part rapidement à la découverte de massifs plus lointains en participant notamment à une expédition au Karakoram et en partant aux quatre coins du monde pour découvrir de nouvelles parois (Andes péruviennes puis boliviennes, Pamir, mont Kenya, montagnes Rocheuses, mont Hombori au Mali, Cameroun et Hoggar).
Fait notable à l'époque pour une femme, elle effectue la plupart de ses ascensions en tête de cordée, notamment pour les courses rocheuses, sinon en cordée réversible.
Bien que davantage tournée vers les courses rocheuses à ses débuts en haute montagne, elle se met à pratiquer de plus en plus les courses glaciaires à partir du milieu des années 1970 (face nord du Cervin, Eperon Croz aux Grandes Jorasses notamment).
D'abord adepte de l'escalade artificielle dans ses courses, elle remet en question sa façon de grimper au cours d'un séjour dans la vallée de Yosemite en 1976 et s'efforce à partir de là de passer à l'escalade libre, notamment pour redécouvrir les falaises qu'elle connaissait bien.
Après plusieurs accidents qui lui causent des blessures importantes, notamment aux épaules, elle renonce aux courses de montagne au début des années 2000.
D'après Serge Mouraret, Simone Badier a le statut de meilleure alpiniste du XXe siècle.
Simone Badier meurt en 2022 à Chamonix.

## Ascensions notables
- 1966 - Voie Carlesso à la Torre Trieste (Civetta)[3]
- 1966 - Voie Livanos à la Cima Su Alto (2 958 m, Civetta)[3]
- 1966 - Voie Brandler-Hasse à la Cima Grande (2 999 m, Tre Cime di Lavaredo)[3]
- 1966 - Face est du Grand Capucin[3]
- Pilier Bonatti sur la face ouest des Drus[3]
- Face ouest de l'aiguille de Blaitière[3]
- 1969 - Dièdre Philipp-Flamm (Civetta)[3],[2]
- 1971 - Éperon Walker aux Grandes Jorasses[2]
- 1971 - Pilier central du Freney sur le versant italien du mont Blanc[3],[2]
- 1971 - Face sud de l'aiguille du Fou[3],[2],[7]
- 1972 - Voies Vinatzer-Castiglioni et Gogna, en deux jours, en face sud de la Marmolada[3]
- 1973 - Face ouest directe de l'aiguille du Dru
- 1974 - Face nord du Cervin[2]. Face nord-ouest de l'Olan, voie Couzy-Demaison
- 1975 - Éperon Croz aux Grandes Jorasses[2]
- 1976 - Voie The Nose, El Capitan, Yosemite, États-Unis
- 1977 - Face nord des Droites[7],[2]
- 1986 - Première de la face sud du pic Zeuvu et de la face nord du pic de Mindiff au Cameroun (voies ED)
- 1990? - Première dans la face sud des aiguilles Dorées (ED)
- 1992 - Première dans la face est du Garet el Djenoun, Hoggar (ED)

## Citations
« Ma vie est ce que j'ai de plus précieux, elle n'est pas à vendre, et j'accepte de la risquer seulement pour la transcender, pour la rendre plus belle, plus intense, plus exaltante. »
« L'attirance que [la nature] exerce reflète une aspiration quasi mystique de participer à la splendeur du monde qui se traduit par un obscur désir de possession, ultime justification des sacrifices consentis pour la conquête d'un sommet. »
« Au nom de quelle prétendue féminité aurais-je renoncé [à la montagne] et me serais-je martyrisée dans le vain espoir de ressembler à une reine de beauté ? »
« Une course, c'est d'abord un rêve, conçu au hasard d'un récit enthousiasmant et d'une vision éblouissante. »

## Publications
- Simone Badier, La Dame de Pic, Chamonix, Éditions Guérin, 2008, 336 p.[5]